# 금보 (조선)
금보(琴輔, 1521년 ~ 1584년)는 조선 중기의 학자이다. 본관은 봉화, 호는 매헌(梅軒)·백률당(柏栗堂)이다.
이숙량(李叔樑)·오수영(吳守盈)과 더불어 퇴문삼필(退門三筆)이라 불렸으며, 퇴계묘비·도산신판(陶山神版) 등을 남겼다.